# Francesco Paolo Palazzotto

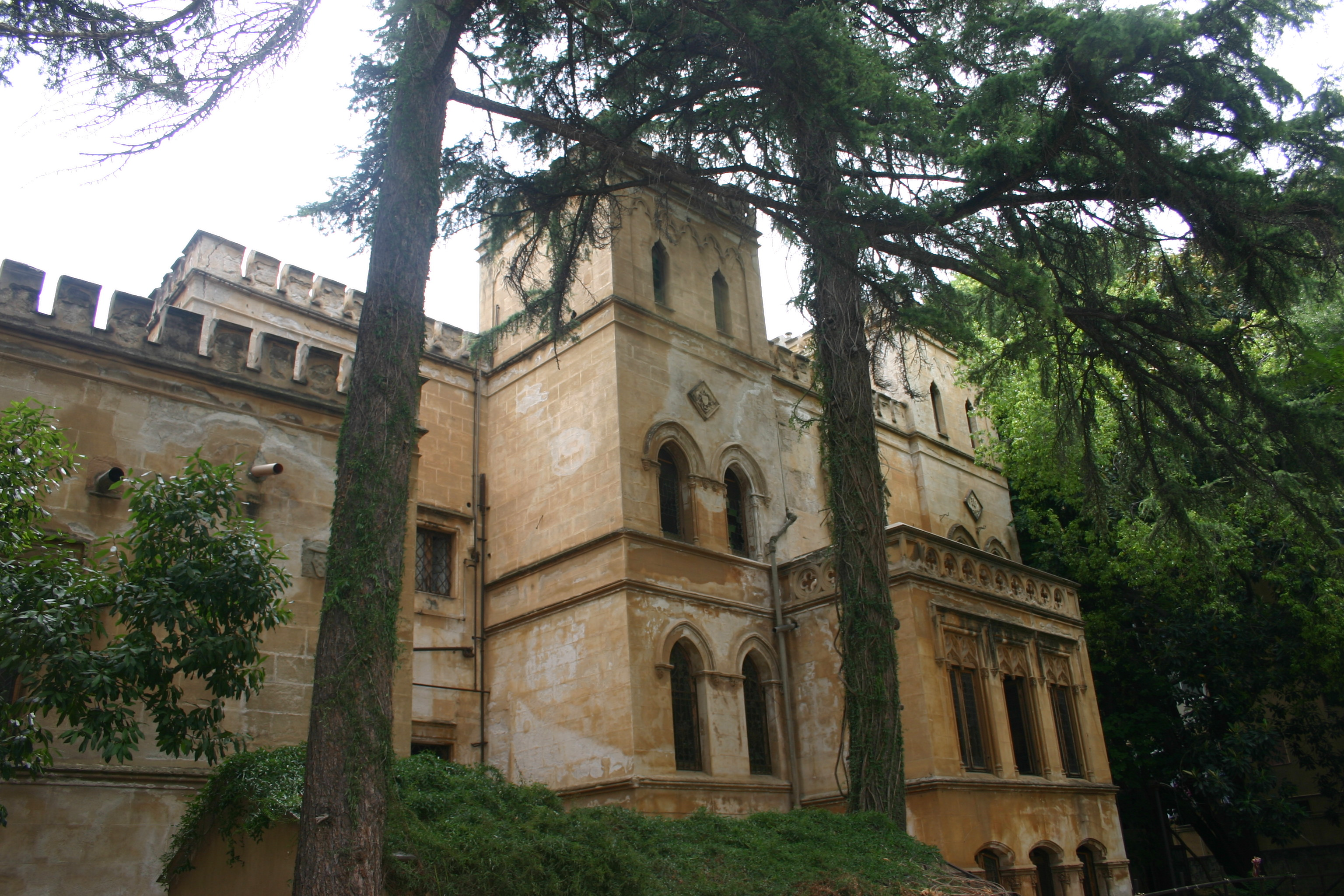
Particolare della facciata della neogotica villa Alliata di Pietratagliata, realizzata a Palermo da Francesco Paolo Palazzotto verso il 1885.

Francesco Paolo Palazzotto (Palermo, 18 febbraio 1849 – Palermo, 24 febbraio 1915) è stato un architetto italiano, esponente dell'eclettismo e del neogotico, attivo a Palermo.

## Biografia
Figlio dell'architetto Emmanuele Palazzotto (1798-1872) e della baronessa Maria Angela Martinez Napoli, nasce a Palermo e ha numerosi fratelli attivi a Palermo, tra cui il medico Domenico Palazzotto (1832-1894), l'architetto Giovan Battista Palazzotto (1834-1896), Pietro Palazzotto (1837-1860), morto sul Volturno al seguito di Garibaldi, e monsignor Giuseppe Palazzotto (1839-1919).
Tra i suoi figli si ricordano Domenico Palazzotto (1896-1918), eroe della prima guerra mondiale, ed Emanuele Palazzotto (1886-1963), ingegnere architetto che proseguirà la tradizione professionale familiare. Morto nel 1915, Francesco Paolo Palazzotto è sepolto nella tomba di famiglia presso il cimitero di Santa Maria di Gesù di Palermo.

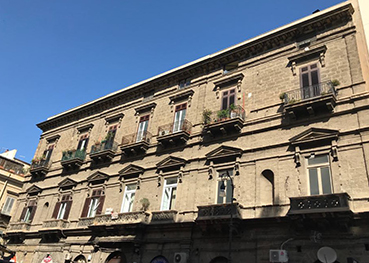
Francesco Paolo Palazzotto, Palazzo Maurigi, Palermo, fine del XIX secolo, rimasto incompleto

## Formazione e linee artistiche

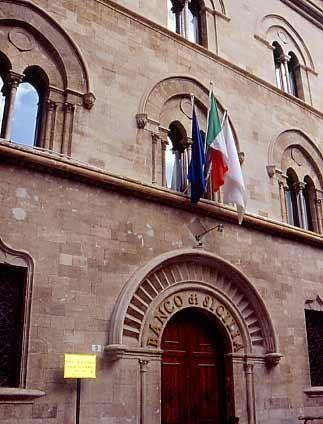
Sede del Banco di Sicilia a Trapani: la facciata neogotica, con il celebre "arco normanno" del portale d'ingresso, realizzata da Francesco Paolo Palazzotto intorno al 1908.

Si laurea alla Scuola di Applicazione per gli Ingegneri presso l'Università degli Studi di Palermo nel 1876 e si forma nello studio paterno e con la guida del fratello maggiore Giovan Battista. Viene ritenuto uno dei massimi e più eleganti esponenti siciliani della resistenza al modernismo di Ernesto Basile, condotta con la consapevolezza di poter accedere romanticamente ad una nuova architettura, pur mantenendo la coesistenza fra classico e anticlassico e affondando le radici nella sicura morfologia tradizionale, guardando ai maestri anche locali, come il padre Emmanuele e l'architetto Giuseppe Venanzio Marvuglia, alla ricerca di una matrice stilistica unitaria e assoluta.
Allievo e amico dell'architetto Giuseppe Damiani Almeyda, nonché suo primo assistente alla cattedra di Disegno d'Ornato e di Architettura Elementare all'Università degli Studi di Palermo (1882-1889), rivela fin da allora straordinarie doti di disegnatore.
È più aperto del fratello ad opere di varia intonazione e prolunga la stagione dei neostili fino alle soglie della prima guerra mondiale, rivedendo e ampliando il già ricco lessico formale, ma disdegnando comunque commistioni stilistiche eterogenee all'interno di una stessa architettura. Attinge a piene mani all'esotismo, al vocabolario medievale, neorinascimentale e perfino pre-secessionista.
In una delle prime rassegne sulla storia dell'architettura dell'800 in Sicilia, viene definito "esponente principale" della corrente conservatrice rispetto al modernismo, sulla scia di Damiani Almeyda, ovvero di "una diffusa cultura che, permeata da una viva coscienza della validità dei principi immutabili predicati dai padri, al di sopra delle singole tendenze, costituì una guida sicura e un freno alle grossolanità, i pasticci, le avventure".
Nell'ambito della sua attività spicca l'interesse nei confronti del gusto neomedievale con cui, intorno al 1885, ristruttura a Palermo la villa Alliata di Pietratagliata (risalente alla fine del Settecento) in un fiabesco castello quattrocentesco, ricco di damaschi, boiserie, arredi in stile e un giardino all'inglese, a significare l'arroccamento ideale di una classe sociale soppiantata dalle nuove emergenze.  Analoghi motivi d'ispirazione si ritrovano nel restauro del "castelletto" per i duchi Colonna di Cesarò, realizzato nel 1894 a Joppolo Giancaxio, e nell'abile rifacimento del palazzo dei baroni Burgio di Xirinda per la sede del Banco di Sicilia a Trapani (1908), con i suoi richiami al gotico chiaramontano.

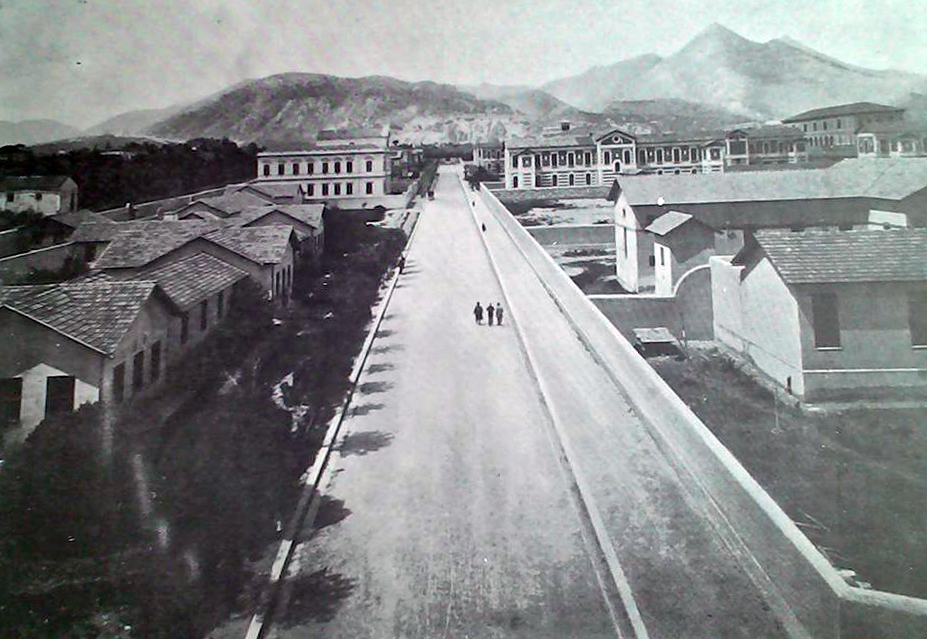
Francesco Paolo Palazzotto, Ospedale psichiatrico di Palermo, 1884-1912 circa

## Attività e opere principali

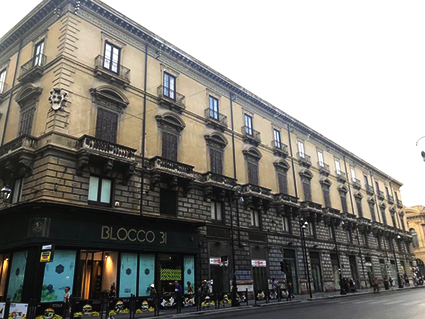
Francesco Paolo Palazzotto, Palazzo Arezzo di Celano, Palermo, 1897 circa

Tecnico di fiducia di molte famiglie aristocratiche palermitane e della nascente classe borghese, fu autore, insieme al fratello Giovan Battista, di un cospicuo numero di palazzine realizzate nel Viale della Libertà: Raineri, Salandra, Scandurra (1893), Di Chiara e Genuardi (1886), tutte demolite negli anni '50 e '60 del Novecento, tranne la Scandurra, successivamente sopraelevata. Oltre a realizzazioni residenziali, fu attivo anche nei campi dell'architettura sacra, funebre, dell'ingegneria sanitaria, commerciale, industriale e del restauro.

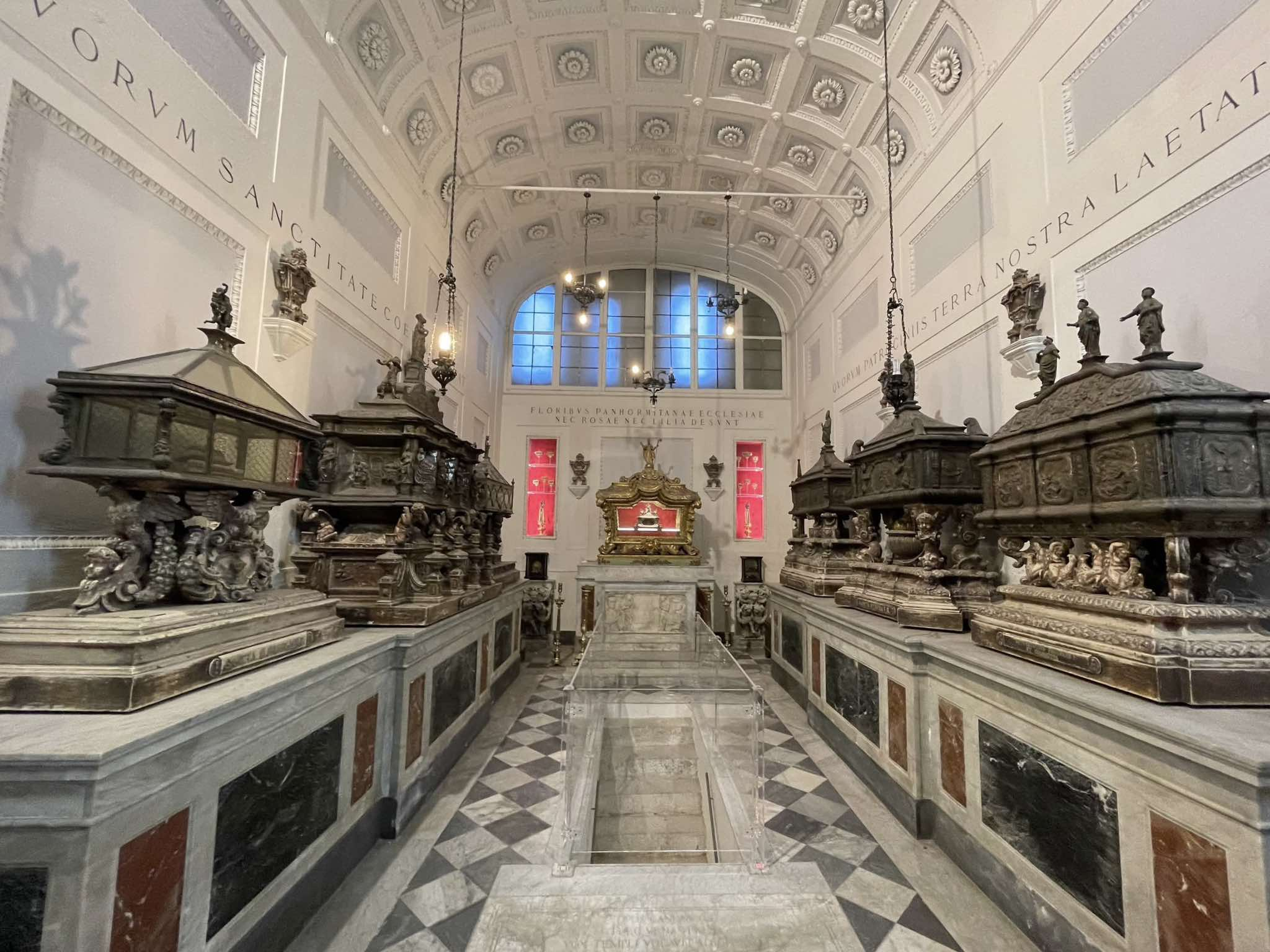

Subentrò al padre e al fratello quale architetto (tecnico unico) della Basilica Cattedrale di Palermo, della Mensa Arcivescovile e dell'Ospedale dei Sacerdoti e dei Convalescenti di via Matteo Bonello. Tra le opere eseguite nei diversi ruoli, per la Cattedrale progettò la musealizzazione delle arche argentee e dei reliquiari dei Santi Patroni di Palermo, trasformando il Coro di inverno dei Canonici metropolitani nella elegante e sobria "Cappella delle Reliquie" (1910); per la Mensa Arcivescovile ricordiamo solamente il prospetto della chiesa di S. Giovanni Battista nel quartiere di Tommaso Natale, la chiesa di S. Rosalia nel quartiere di S. Lorenzo a Palermo (1899) e l'attuale pavimentazione marmorea pavimentazione della Chiesa di Santa Maria La Nova (1905). Come tecnico degli ultimi due enti prestigiosi realizzò il nuovo edificio dell'Ospedale in uno stile di neobarocco temperato per consentire di integrare la precedente architettura di Paolo Amato (1897).
Fu anche l'autore dell'Ospedale Psichiatrico di Palermo, di cui progettò ed eseguì la maestosa sede in via Pindemonte (1884-1913).
Fu il primo e unico tecnico del Banco di Sicilia fino alla morte. Per questo istituto bancario realizzò la sede di Trapani, in stile neotrecentesco, e progettò quella di Palermo (1913-1915), non eseguita a causa della Guerra e del suo improvviso decesso. Fu anche architetto dell'Istituto Sordomuti di Palermo.

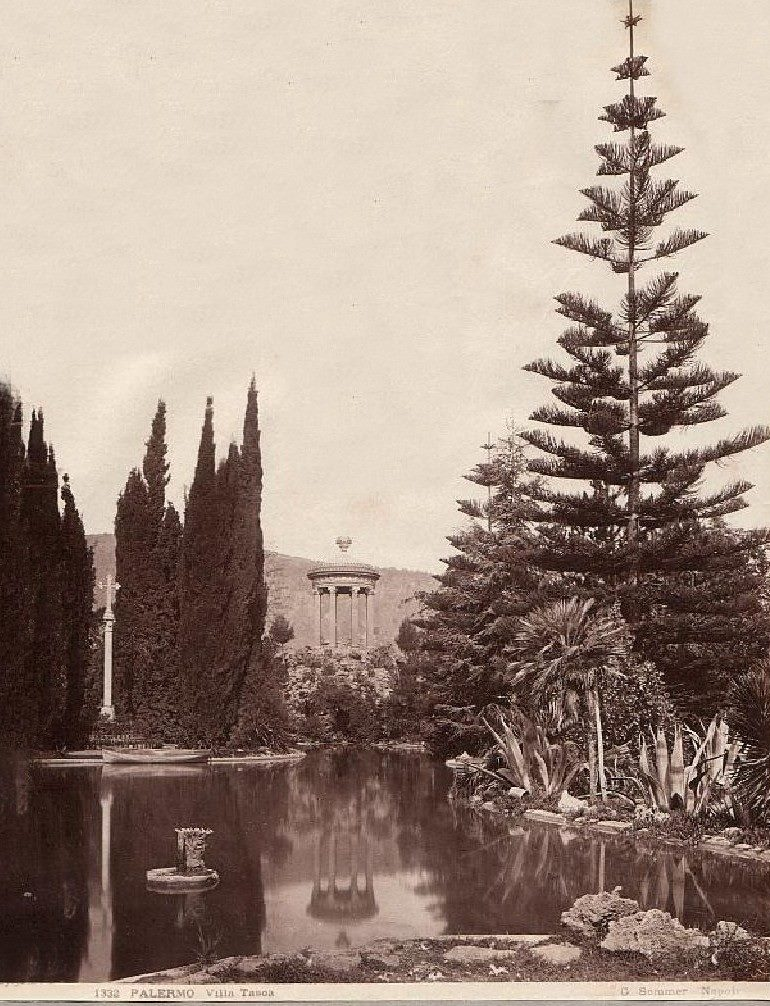
Francesco Paolo Palazzotto, Tempietto e giardino romantico a Villa Tasca, Palermo, 1880 circa

## Edifici residenziali

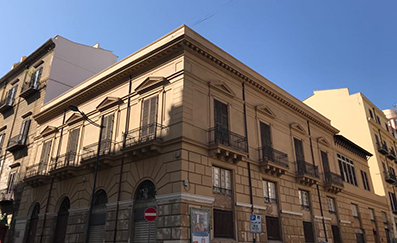
Francesco Paolo Palazzotto, palazzina Mercadante, poi Gaetani di Bastiglia, Palermo, 1891

Oltre alle citate ville nel Viale della Libertà ricordiamo anche i palazzi Arezzo di Celano, con il fratello Giovan Battista Palazzotto completato nel 1897 circa, uno dei primi a postulare in Via Roma a Palermo la nuova funzione commerciale della residenza urbana con la sua ritmica teoria di botteghe al pianterreno e uffici negli ammezzati, Maurigi in via Emerico Amari a Palermo, Mercadante, poi Gaetani di Bastiglia, in via Michele Amari a Palermo (1891), e Marino (poi passato ai Laganà e infine aI Planeta), in piazza Florio a Palermo (1890). Alla sua supervisione si deve anche palazzo Moncada, sempre in Via Roma progettato da Antonio Zanca. Suoi anche il villino Palazzotto in via Plauto a Sferracavallo, Palermo (sopraelevato e irriconoscibile), il villino Mannino sempre in via Plauto a Sferracavallo e villino Cervello a Santa Flavia.
Nel 1908 progetta anche il restauro del gotico catalano Palazzo Alliata di Pietratagliata di Palermo, eseguito dal Soprintendente di Palermo Francesco Valenti nel 1924-1930.
Suo il tempietto circolare monoptero che caratterizza il giardino romantico nella villa dei conti Mastrogiovanni Tasca d'Almerita a Palermo (1880 circa).

## Architetture sanitarie
Oltre al grande Ospedale Psichiatrico di Palermo, gli si devono un padiglione dell'Ospizio Marino (1890-1892) di Palermo e il progetto del Manicomio provinciale di Agrigento (1897).

## Architetture sacre
Oltre alle architetture sopra citate, suoi il restauro della Chiesa Madre di Sciara (1907), la cappella nella Villa San Marco (Santa Flavia) (1906) e il progetto per la decorazione neogotica della facciata e campanile della Chiesa di San Nicolò di Mira di Mezzojuso (1915).

## Architetture funebri
- cappella funebre Mercadante nel cimitero di Santa Maria di Gesù (1885)
- cappella funebre Chiaramonte Bordonaro sul sagrato della chiesa nel cimitero di Santa Maria di Gesù (1890)
- cappella funebre Merlo nel cimitero di Sant'Orsola (1891)
- cappella funebre Pirrotta nel cimitero di Sant'Orsola (1891)
- monumento funebre Francesco Paolo Ciaccio nel Cimitero di Santa Maria dei Rotoli (1903)
- cappella funebre Albanese nel cimitero di Santa Maria di Gesù (1904)
- cappella funebre Arezzo di Celano nel Cimitero dei Cappuccini (1905)
- cappella funebre Notarbartolo di Sciara e Castelreale nel Cimitero dei Cappuccini (1907)
- cappella funebre Caronia nel cimitero di Sant'Orsola

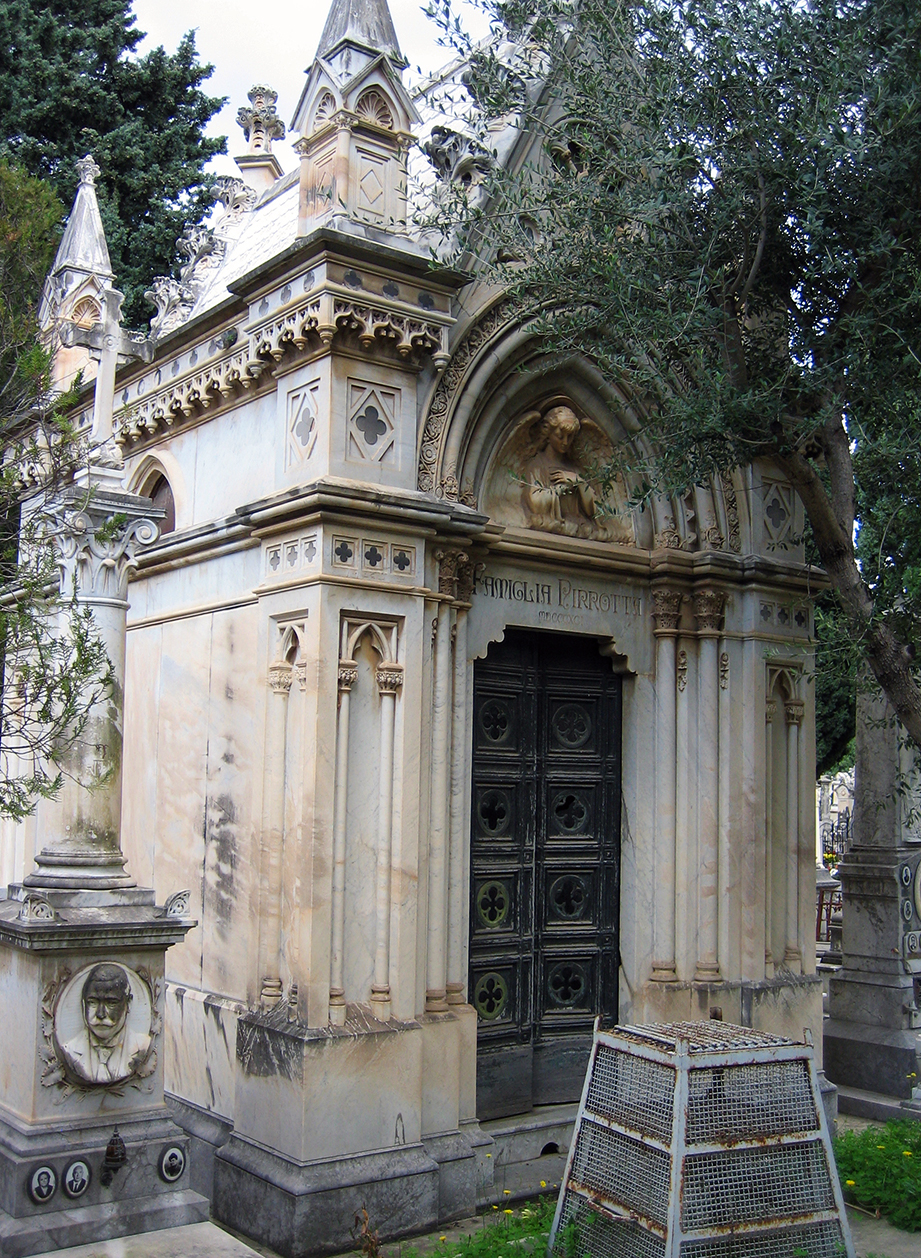
Francesco Paolo Palazzotto, Cappella Pirrotta, Cimitero di S. Orsola, Palermo, 1891

## Onorificenze
Ufficiale dell'Ordine della Corona d'Italia